# Cursa de camells

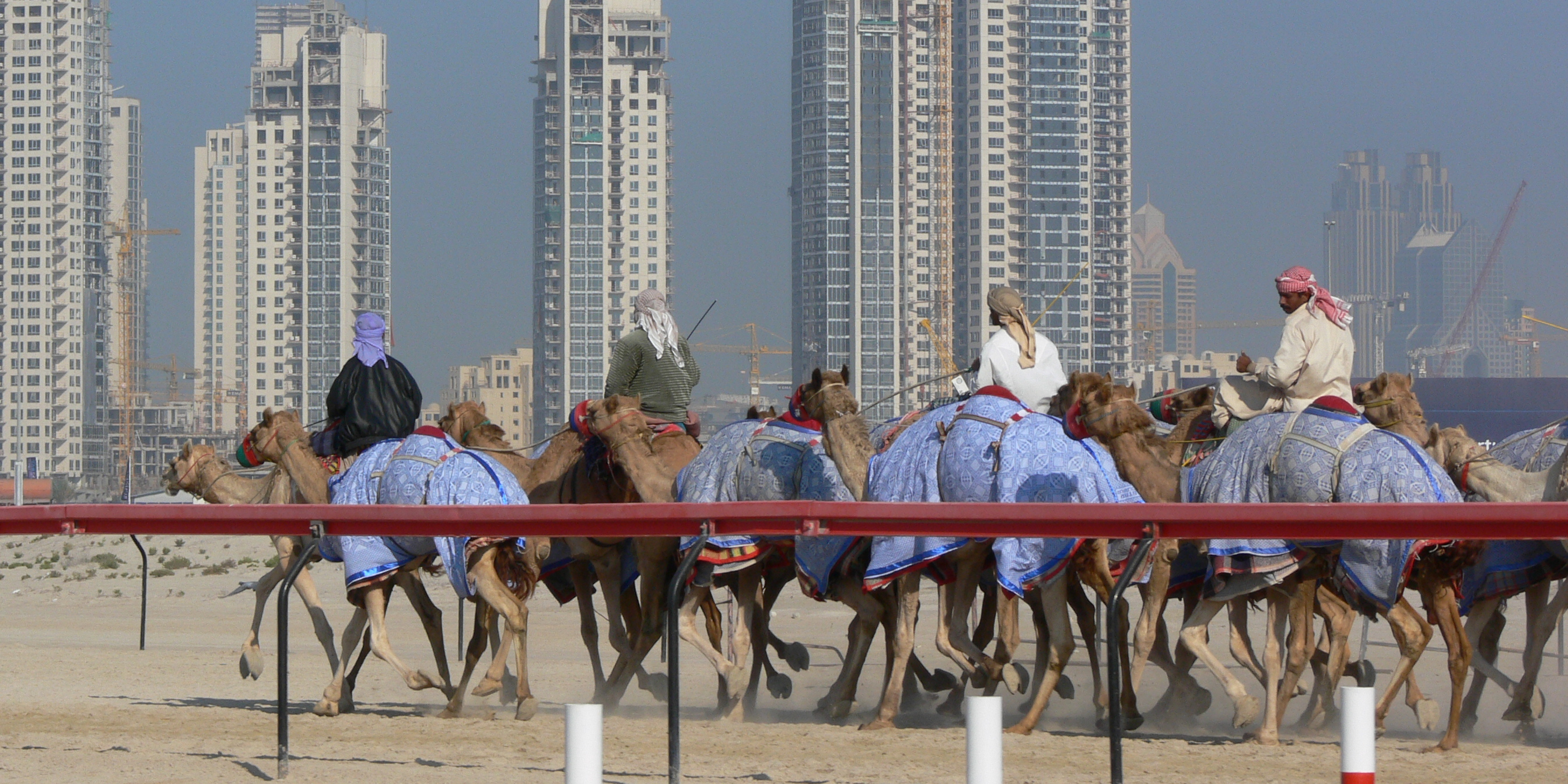
Cursa de camells a Dubai.

Les curses de camells són un esport a on els competidors fan una cursa que han de completar muntats sobre camells. Les curses de camells són un esport popular a: Aràbia Saudita, Bahrein, Qatar, Emirats Àrabs Units, Austràlia i Mongòlia. Les curses professionals, igual que les curses de cavalls, són esdeveniments a es fan apostes, i han esdevingut una atracció pels turistes.
Els camells poden córrer a velocitats de fins a 65 quilòmetres per hora en curses curtes, i poden mantenir una velocitat d'uns 40 quilòmetres per hora en curses llargues. Anteriorment els camells eren muntats per infants, però la preocupació sobre els drets humans dels menors, va donar lloc a que alguns països com els Emirats Units i Qatar van prohibir la participació dels nens en les curses. La controvèrsia sobre la reducció a condicions d'esclavitud dels infants, va motivar l'ús de camells conduïts per robots que fan de genet.
En la nació d'Austràlia s'organitza de manera regular una gran cursa de camells en la població d'Alice Springs. La cursa té lloc tots els anys, i juntament amb la cursa s'organitza una fira i un mercat a l'aire lliure.